# Victoriopisa guanarocana
Victoriopisa guanarocana is een vlokreeftensoort uit de familie van de Eriopisidae. De wetenschappelijke naam van de soort is voor het eerst geldig gepubliceerd in 1989 door Ortiz & Lalana.